# Melbourne Darts Masters 2019
De Melbourne Darts Masters 2019 was de derde, en tevens laatste, editie van de Melbourne Darts Masters. Het toernooi was onderdeel van de World Series of Darts. Het toernooi werd gehouden van 16 tot 17 augustus 2019 in de Melbourne Arena, Melbourne.  Peter Wright was de titelverdediger, maar verloor in de halve finale met 8-0 van Michael van Gerwen. Dezelfde Van Gerwen won de derde editie van het toernooi door in de finale met 8-3 te winnen van Daryl Gurney.

## Deelnemers
Net als in elk World Series toernooi speelde ook hier 8 PDC Spelers tegen 8 darters uit het land/gebied waar het toernooi ook gehouden wordt. De deelnemers waren:
- Peter Wright
- Rob Cross
- Daryl Gurney
- Michael van Gerwen
- Gary Anderson
- James Wade
- Simon Whitlock
- Raymond van Barneveld
- Kyle Anderson
- Corey Cadby
- Damon Heta
- James Bailey
- Robbie King
- Tim Pusey
- Mick Lacey
- Haupai Puha